# Амвросий Стаменас
Амвросий (на гръцки: Αμβρόσιος, Амвросиос) е гръцки духовник, поленински и кукушки митрополит от 1991 до 2009 година.

## Биография
Роден е в 1922 година на Парос, Гърция със светското име Николаос Стаменас (Νικόλαος Στάμενας). Завършва теология в Атинския университет в 1954 г. Ръкоположен е за дякон в 1950 г. и за презвитер на 28 август 1955 година от Амвросий I Паронаксийски. Работи като проповедник и протосингел в Паронаксийската епархия (1955-1965) и като проповедник в Атинската архиепископия (1965 - 1974). На 15 юли 1974 г. е ръкоположен за митрополит на Поленинска и Кукушка епархия в Кукуш (Килкис). На 10 септември 1991 година е преместен като глава на Паронаксийската епархия. Умира на 27 септември 2009 г.